# 新罗西斯克共和国
新罗西斯克共和国（俄语：Новороссийская республика）是1905年俄国革命时期在俄罗斯帝国新罗西斯克及周边地区建立的工人和农民自治政府，存在于1905年12月12日—25日。当时，新罗西斯克工人代表苏维埃夺取了政权，其成员大部分是布尔什维克，还有一些孟什维克、社会革命党人、无政府主义者，甚至还有两个托尔斯泰派。后来，哥萨克部队从海上登陆，镇压了起义。